# Sam Angel
Sam Angel (30 novembre 1920 – 21 marzo 2007) è stato un giocatore di poker statunitense.
Vinse due braccialetti nella specialità Razz alle WSOP: il primo alle WSOP 1973, il secondo alle WSOP 1975.

## Biografia
Nel 1981 il torneo Super Bowl of Poker organizzato dal campione delle WSOP 1972 Amarillo Slim, vincendo 57000 $ nel Razz.
Negli anni cinquanta lavorò come tassista per Nick Dandolos, esperienza che lo fece avvicinare al mondo poker.
Le sue vincite totali nei tornei live superano i 180000 $; Angel era comunque principalmente un giocatore di cash game.

## Braccialetti WSOP
| Anno | Torneo      | Premio  |
| ---- | ----------- | ------- |
| 1973 | $1.000 Razz | 32000 $ |
| 1975 | $1.000 Razz | 17000 $ |